# Strandhugget
Strandhugget (of Almborga) is een plaats (tätort) in de gemeente Norrköping in het landschap Östergötland en de provincie Östergötlands län in Zweden. De plaats heeft 261 inwoners (2010) en een oppervlakte van 23 hectare. De plaats ligt daar waar de rivier de Motala ström het meer Glan uitstroomt. De stad Norrköping ligt ongeveer drie kilometer ten oosten van het dorp. De directe omgeving van de plaats bestaat uit afwisselend bos en landbouwgrond.